# Red Alert (singolo)
Red Alert è un singolo del gruppo musicale britannico Basement Jaxx, pubblicato il 19 aprile 1999 come primo estratto dall'album Remedy.
Tra i singoli di maggior successo del duo britannico, Red Alert raggiunse i posti più alti delle classifiche in molti paesi.

## Descrizione
Red Alert venne scritta dai Basement Jaxx. Per realizzarla, il duo si ispirò alla disco music degli anni Settanta e ai Parliament/Funkadelic. Il brano presenta gli interventi vocali della cantante Blu James e un campionamento di Far Beyond, brano pubblicato nel 1980 dal gruppo disco Locksmith e prodotto da Harvey Mason.

## Accoglienza
Red Alert ha ricevuto giudizi positivi da critici e giornalisti. È una delle tracce preferite di Robert Christgau e John Bush di AllMusic tratte da Remedy; similmente, Piero Scaruffi la considera una delle migliori dell'album, insieme al successivo singolo Rendez-Vu. Tra gli altri che hanno apprezzato Red Alert vi sono Marc Savlov di The Austin Chronicle, Larry Flick di Billboard e Joshua Klein di The A.V. Club, secondo il quale il brano dimostrerebbe che i Basement Jaxx «sanno pensare abbastanza bene tanto con i loro piedi quanto con le loro teste.» La traccia venne inserita alla posizione numero 27 della graduatoria annuale delle migliori canzoni Pazz & Jop, stilata da The Village Voice. Nel 2023, grazie alle sue 600.000 copie vendute, Red Alert fu certificata disco di platino, segno del generale apprezzamento da parte del pubblico.

## Classifiche
Red Alert fu la prima traccia dei Basement Jaxx a raggiungere la posizione più alta della Dance Club Songs di Billboard. Raggiunse anche la vetta delle classifiche UK Dance Singles e UK Indie. Entrò inoltre alla posizione numero 5 della UK Singles Chart e alla numero 6 della graduatoria scozzese stilata dalla Official Charts Company.

## Tracce

### CD1 (Regno Unito)
1. Red Alert (Jaxx Club Mix) – 6:19
2. Red Alert (Eric Morillo + Harry Romero Dub) – 6:33
3. Red Alert (Steve Gurley Vocal Mix) – 5:29

Durata totale: 18:21

### CD2 (Regno Unito)/12 pollici (Stati Uniti d'America)
1. Red Alert" (Jaxx club mix) – 6:19
2. Red Alert (Eric Morillo + Harry Romero Dub) – 6:33
3. Red Alert (Steve Gurley Vocal Mix) – 5:29

Durata totale: 18:21

### CD (Stati Uniti d'America, Australia)
1. Red Alert (Jaxx Radio Mix) – 3:38
2. Razocaine – 8:27
3. Red Alert (Jaxx Nitedub) – 6:20
4. Red Alert (Jaxx Club Mix) – 6:23
5. Red Alert (Eric Morillo + Harry Romero Dub) – 6:41
6. Red Alert (Steve Gurley Mix) – 5:33

Durata totale: 37:02

## Formazione
- Felix Buxton – produzione
- Simon Radcliffe – produzione
- Blu James – voce